# (4424) Arkhipova
(4424) Arkhipova (1967 DB) – planetoida z pasa głównego asteroid okrążająca Słońce w ciągu 4 lat i 212 dni w średniej odległości 2,76 j.a. Została odkryta 16 lutego 1967 roku Krymskim Obserwatorium Astrofizycznym w Naucznym na Krymie przez Tamarę Smirnową. Nazwa planetoidy została nadana na cześć Wiery Archipowej, rosyjskiej astronom.